# UFS Explorer

UFS Explorer — семейство профессиональных программ для программного восстановления данных с различных носителей информации (жёсткий диск, компакт-диск, флеш-карта, дискета и т. д.).

## Возможности
- Реконструкция повреждённых файловых систем:
  - Microsoft Windows: FAT/FAT32, exFAT, NTFS.
  - Apple Mac OS: HFS+/HFSX, старая версия HFS.
  - Linux: ext2, ext3, ext4, ReiserFS и XFS.
  - Unix, BSD, Sun Solaris, обе версии Sparc/Power и x86/x64: UFS и UFS2 (FFS), включая UFS с обратным порядком байтов.
  - Различные модифицированные производителями устройств версии XFS и UFS.

- Восстановление данных:
  - Удаленных файлов и папок.
  - Виртуальная реконструкция файловых систем после повреждений или  форматирования, по остаткам служебных данных.
  - Восстановление файлов по сигнатурам, с использованием алгоритма IntelliRAW.

- Виртуальная реконструкция и восстановление данных с RAID массивов:
  - RAID0 (включая RAID-on-RAID, такие как RAID1+0, RAID 50 и т.д.), RAID3 (RAID4, RAID7) с поддержкой распределения данных (страйпов) на уровне байт, RAID5 (большинство общих распределений четности и отсроченной поддержки четности), RAID6 (большинство стандартных распределений четности, включая характерные для ARECA RAID).
  - Восстановление NAS массивов с файловыми системами XFS, Ext3, UFS, такими как Buffalo LinkStation и TeraStation, Iomega StorCenter, Adaptec Snap Servers (как Snap OS так и Guardian OS), Promise Technologies SamrtStor, LaCie решения Intel NAS и так далее.
  - Поддержка импорта vim-файлов. Позволяет открывать любые файлы виртуальных копий, созданные с помощью продуктов Runtime Software, и использовать их для восстановления данных.

- Поиск потерянных разделов диска (в случае, если ОС не опознает их).

## Системные требования
- Операционные системы:
  - Windows XP/Vista/Windows 7/Windows 8.
  - Mac OS: Apple Mac OS X 10.6 и более поздние версии.
  - Linux: Debian, Ubuntu, Mint, RedHat, Fedora, Mandriva и подобные.
  - BSD: Последние версии FreeBSD и PCBSD.

- 256 мегабайт оперативной памяти.

## IntelliRAW
IntelliRAW  — улучшенный алгоритм посекторного сканирования для поиска файлов по известным сигнатурам. В отличие от обычных алгоритмов поиска файлов по сигнатурам, IntelliRAW дополнительно использует информацию из остатков служебных структур файловой системы для построения предположений о началах файлов и их длине. Благодаря этому UFS Explorer показывает лучшие результаты чем программы, использующие алгоритмы, основанные на простом посекторном сканировании. 
Если требуется найти файл редкого типа, сигнатура которого отсутствует в базе, можно добавить её туда самостоятельно, используя программу ufsx-ruled из пакета UFS Explorer.
Результат работы IntelliRAW, как и других алгоритмов такого рода, представлен в виде папки с именами, которые соответствуют расширениям файлов, в которых лежат пронумерованные файлы соответствующих типов.